# Retrato de Lorenzo de Médici
El Retrato de Lorenzo de Médici, duque de Urbino es una escultura realizada en mármol (175x80 cm) de Miguel Ángel Buonarroti, datada hacia 1531-1534 y que forma parte de la decoración de la Sacristía Nueva de San Lorenzo en Florencia. En particular, es la estatua central de la tumba de Lorenzo y, como es sabido, no reproduce las facciones del difunto sino que reproduce una elaboración ideal y heroica de su figura.

## Historia
El retrato de Lorenzo debió de ser comenzado en la fase siguiente a la reanudación de los trabajos de la Sacristía, tras el asedio de Florencia, en 1531, aunque algunos suponen que pudo ya ser iniciado en 1525. En 1533 se dio a Montorsoli el Retrato de Juliano II de Médicis para realizar los acabados, y es altamente probable que también el retrato de Lorenzo sufriera la misma suerte en un periodo relativamente cercano. En cualquier caso debía estar completado en 1534, año de la salida definitiva de Miguel Ángel de Florencia.

## Descripción y estilo
La obra, insertada en un nicho, muestra al joven duque sentado, vestido como un antiguo general romano y en actitud "pensativa", como relevó ya Vasari, según una precisa tipología renacentista llamada del "melancólico", por las fuentes alquímicas. Su posición ha sido  entendida también como una referencia a la "vida contemplativa" de la doctrina neoplatónica: la misma personificación de la Aurora y Crepúsculo son en realidad momentos meditativos de la jornada. Otros vieron en la obra valores políticos (la "meditación del tirano"), inspiraciones autobiográficas (meditación del artista), o incluso referencias a la teoría de los cuatro humores.
La coraza se adhiere al cuerpo como una vaina que revela el busto musculoso, así como los zapatos altos que desaparecen a lo largo de la espinilla para revelar los pies desnudos. A Montorsoli le han sido atribuidos los relieves de la armadura y del yelmo así como, según Charles de Tolnay, el detalle del pie que surge de la base para aumentar la espacialidad, una técnica nunca utilizada por Miguel Ángel que esculpía siempre según la exacta medida del bloque. Las características del rostro de Lorenzo, conocidas en muchos cuadros, fueron ennoblecidas de manera abstracta, remitiéndose al arte imperial.
Los diversos atributos presentes han estado analizaos por la crítica. La mano derecha girada hacia fuera, presente también en la Piedad Bandini o en el Niño de la Madonna de la Escalera, es usada por la artista para simbolizar el abandono del cuerpo durante el sueño o en el momento de la muerte.
El yelmo con la máscara de león, recuperado del arte etrusco o de la tumba del cardenal Basso de Andrea Sansovino en Santa María del Pueblo en Roma, ha sido tomado como símbolo de fortaleza. El buzón-hucha con la cabeza zoomorfa ha sido interpretada como alusión a la parsimonia o a la muerte, tal y como se producía con la presencia de los óbolos en el arte funerario antiguo. El objeto en la mano izquierda es un pañuelo o una pequeña bolsa de incierto significado.
El rostro en sombra recuerda la facies nigra del dios Saturno, protector de los melancólicos. El índice sobre la boca subraya el motivo saturnino del silencio. El brazo reclinado es un topos iconográfico del humor melancólico.
Las similitudes iconográficas en la posición de la figura entroncan con el Isaías que se encuentra sobre la bóveda de la Capilla Sistina.